# Six4one
six4one – szwajcarska grupa muzyczna składająca się z sześciu muzyków, utworzona w listopadzie 2005 roku na potrzeby reprezentowanie Szwajcarii w Eurowizji 2006.
Grupę tworzy sześciu niezwiązanych wcześniej ze sobą muzyków wyłonionych poprzez casting, który miał miejsce 25–27 listopada 2005. Grupa została utworzona na krótki okres, żeby po finale mogli się rozstać. Producent Ralph Siegel zdecydował o wyborze członków zespołu. Do zespołu włączono także Andreasa Lundstedta z zespołu Alcazar i Claudie D’Addio, jedyną Szwajcarkę. Six4one miał zapewnione miejsce w finale dzięki dobremu występowi Vanilla Ninja, który zajął ósme miejsce. Piosenka zespołu nosiła tytuł "If We All Give A Little" i była wolną pop balladą. W ostateczności zespół zajął 16 miejsce, zdobywając jedynie 30 punktów (w tym jedną 12).

## Członkowie
- Liel
- Andreas Lundstedt
- Tinka Milinovic
- Keith Camilleri
- Marco Matias
- Claudia D’Addio